# Элвин и бурундуки (группа)
Alvin and the Chipmunks («Э́лвин и бурундуки́») — вымышленная музыкальная группа, состоящая из трёх бурундуков.
Была основана в 1958 году пианистом и актёром Россом Багдасаряном-старшим, выступавшим под псевдонимом Дэвид Севилл и к тому времени (конец 1950-х годов) уже достигшим определённого успеха с комическими песнями. Предвестником создания ансамбля была песня «Witch Doctor», в которой Багдасаряну подпевал комический голос, для создания (повышения тональности) которого он применил технику ускоренного воспроизведения. Песня прославила певца, продержавшись несколько недель на первом месте американского национального чарта. Первая же официально изданная запись группы, «The Chipmunk Song (Christmas Don’t Be Late)», не только опять достигла первого места в «Билборде», но и по итогам 1958 года получила три премии «Грэмми». За всех трёх бурундуков Багдасарян пел сам, записывая все голоса и потом ускоряя запись, а на выступлениях использовал кукол. Имена же участники группы получили в честь руководителей их тогдашнего лейбла звукозаписи Liberty Records: директора Элвина Беннетта, основателя и владельца Саймона Варонкера и главного инженера Теодора Кипа. Озвучивал диалоги в снятом потом с придуманными им героями анимационном сериале Багдасарян тоже сам: говорил медленно, а потом так же ускорял. В 1972 году создатель умер, но в 1980-е годы его сын Росс Багдасарян-младший возродил идею.
К 1988 году было продано более 38 миллионов альбомов с записями коллектива.

## Персонажи

### Основные
- Дэвид «Дэйв» Севилл (сыграл Джейсон Ли) — отчим бурундуков, любящий их как малышей. Иногда он выходит из себя и кричит на весь дом: «ЭЛВИННН!!!».
- Элвин Севилл (озвучил Джастин Лонг) — средний брат Саймона и Теодора. Самый безбашенный из бурундуков. Имеет некую привязанность к Бриттани.
- Саймон Севилл (озвучил Мэттью Грей Гублер и Алан Тьюдик) — самый умный из бурундуков и старший брат бурундуков. Ему нравится Джанетт.
- Теодор Севилл (озвучил Джесси Маккартни) — кроткий бурундук и младший брат Элвина и Саймона. Самый пухлый из бурундуков. Любит сладкое. Ему нравится Элеонора.
- Бриттани Миллер (озвучила Кристина Эпплгейт) — старшая сестра Джанетт и Элеоноры. Самая дерзкая и завышенная из бурундушек. Имеет некую привязанность к Элвину.
- Джанетт Миллер (озвучила Анна Фэрис) — средняя сестра из бурундушек. Имеет некую привязанность к Саймону.
- Элеонора Миллер (озвучила Эми Полер (2—3 фильмы) и Кейли Куоко (4 фильм)) — младшая сестра из бурундушек. Довольно пухлая, но энергичная. Имеет романтические чувства к Теодору.

### Второстепенные
Ян Хоук (сыграл Дэвид Кросс) — главный антагонист в первых двух фильмах и второстепенный персонаж в третьем. Бывший продюсер группы и один из руководителей студии звукозаписи «Джет Рекордс». Он — бывший друг и соперник Дэйва, а также его бывший сосед по комнате в колледже.
Клэр Уилсон (сыграла Кэмерон Ричардсон) — бывшая девушка Дэйва, которая обожает Бурундуков с того момента, как встретилась с ними. К концу первого фильма они с Дэйвом снова становятся хорошими друзьями. В последующих фильмах не появляется.
Тоби Севилья (сыграл Закари Ливай) — молодой и очень небрежный кузен Дэйва, один из главных персонажей второго фильма (в остальных не упоминается и не появляется). Тоби — бездельник, который любит играть в видеоигры и по-прежнему живёт с бабушкой и тетей Дэйва, Джеки Севилл.
Зои (сыграла Дженни Слейт) — героиня третьего фильма. Девушка, которую нашли бурундуки, когда оказались на острове. Зои утверждает, что находится на острове в течение восьми или девяти лет и, вероятно, поэтому разговаривает с неодушевленными предметами. Поначалу считалось, что она попала на остров в результате авиакатастрофы, но оказалось, что она специально приехала туда, чтобы найти сокровища. Фактически главный антагонист третьего фильма.
Агент Джеймс Саггс (сыграл Тони Хейл) — главный антагонист четвёртого фильма. Он — воздушный маршал, который презирает Бурундуков за то, что его бросила подруга под их песню, и решивший им отомстить.
Саманта (сыграла Кимберли Уильямс-Пейсли) — персонаж четвёртого фильма. Она впервые появляется в миниатюрное поле для гольфа с сыном Майлза (который вводится как самостоятельный персонаж позже в том же фильме). Работает врачом.
Мисс Беатрис Миллер — персонаж мультсериала 1983 года. Добрая, рассеянная приемная мать бурундушек. Иногда нянчится с Бурундуками и влюбляется в Дэйва, хотя она достаточно взрослая, чтобы быть его матерью. В юности она входила в группу «Триллеры».
Профессор Клайд Крэшкап — персонаж мультсериала Шоу Элвина 1961 года. Ученый в белом халате, который «изобретал» предметы, которые уже были изобретены. Его голос был единственным голосом, услышанным во многих эпизодах, потому что другим персонажем в сериале был его помощник Леонардо, который только шептал Клайду, чтобы общаться с ним.

## Появления

### Полнометражные фильмы
- Элвин и бурундуки (2007)
- Элвин и бурундуки 2 (2009)
- Элвин и бурундуки 3 (2011)
- Элвин и бурундуки: Грандиозное бурундуключение (2015)

### Полнометражные мультфильмы
- Приключения бурундучков (1987)
- Элвин и бурундуки встречают Франкенштейна (1999)
- Элвин и бурундуки встречают оборотня (2000)
- Маленький Элвин и мини-Манкс (2004)

### Телевидение
- Шоу Элвина (1961—1962)
- Элвин и бурундуки (1983—1990)
- Элвин и бурундуки (2015-2023)

## Дискография
- См. статью «Alvin and the Chipmunks discography» в английском разделе.

## Игры
- The Chipmunks (1990)
- Alvin and the Chipmunks (2007)
- Alvin and the Chipmunks: The Squeakquel (2009)
- Alvin and the Chipmunks: Chipwrecked (2011)

## Награды и номинации
- См. «Alvin and the Chipmunks#Awards and nominations» в английском разделе.